# Accord général sur les tarifs douaniers et le commerce
Le General Agreement on Tariffs and Trade (GATT, en français : accord général sur les tarifs douaniers et le commerce) est signé le 30 octobre 1947 par 23 pays, pour harmoniser les politiques douanières des parties signataires. Le traité entre en vigueur en janvier 1948 et le secrétariat s'installe à la Villa Bocage, à Genève, et en 1977 au Centre William-Rappard, également à Genève.
Cet accord multilatéral de libre-échange est destiné à faire baisser les prix pour les consommateurs, mieux utiliser les facteurs de production et favoriser l'emploi dans les secteurs où chaque pays détient un avantage comparatif.
L'un des derniers cycles de négociations, le cycle d'Uruguay, de 1986 à 1994, clos par l'accord de Marrakech, aboutit à la création de l'Organisation mondiale du commerce (OMC).

## Histoire

### Création
En 1945, au sortir de la Seconde Guerre mondiale, la charte de l'Organisation des Nations unies (ONU) fut signée à San Francisco. Tirant les leçons de l'impuissance de la Société des Nations (SDN), des désordres économiques de l'entre-deux-guerres, en particulier de la crise économique de 1929 (la Grande Dépression), elle faisait beaucoup plus attention à la coopération économique internationale. Les chapitres IX et X de la Charte affirment même la nécessité de créer les outils internationaux pour développer cette coopération.
Ce sont les Accords de Bretton Woods en juillet 1944 qui fixent les règles du jeu monétaire entre les pays en créant le FMI, qui sera suivi par la création en décembre 1945 de la Banque internationale pour la reconstruction et le développement (BIRD).
Le 18 février 1946, le Conseil économique et social des Nations unies convoque une conférence internationale sur le commerce et l'emploi. La Conférence a lieu à La Havane (Cuba) du 21 novembre 1947 au 24 mars 1948. Elle arrête le texte de la Charte de La Havane « instituant une Organisation internationale du commerce » (OIC), qui est soumis aux gouvernements représentés à la Conférence. La charte de La Havane n’est cependant pas ratifiée par le sénat américain en raison d’un changement de majorité entre-temps, néanmoins les négociations continuent quelque temps. En parallèle, des négociations commerciales sont lancées en 1946 par 23 États, qui porte sur 45 000 réductions tarifaires, soit près d’un cinquième du commerce mondial de l'époque. L'ensemble de ces négociations et des protections liées inspirées de la Charte de La Havane, prennent le nom d'accord général sur les tarifs douaniers et le commerce (GATT). Cet ensemble est signé à Genève le 30 octobre 1947 et entre en vigueur en janvier 1948,. La Charte de La Havane et l'Organisation internationale du commerce sont abandonnées en 1950. Ainsi le GATT est un système qui devait être temporaire mais qui s'est pérennisé.

### Cycles de négociations
| Cycle                 | Début          | Durée   | États     | Propos | Conclusion |
| --------------------- | -------------- | ------- | --------- | --- | --- |
| Genève                | avril 1947     | 7 mois  | 23        | droits de douane | Signature de l'accord général sur les tarifs douaniers et le commerce (GATT), 45 000 réductions de droits de douane, portant sur 10 milliards de dollars d'échanges |
| Annecy                | avril 1949     | 5 mois  | 33        | droits de douane | 5 000 réductions de droits de douane, accord de Florence sur le commerce d'objets culturels, éducatifs et scientifiques |
| Torquay               | septembre 1950 | 8 mois  | 38        | droits de douane | 8 700 réductions de droits de douane, le niveau des droits de douane est réduit de 25 % par rapport au niveau de 1948 |
| Genève II             | janvier 1956   | 5 mois  | 26        | droits de douane, admission du Japon | réductions de droits de douane, portant sur 2,5 milliards de dollars d'échanges |
| Cycle Dillon, Genève  | septembre 1960 | 11 mois | 35        | droits de douane | réductions de droits de douane, portant sur 4,9 milliards de dollars d'échanges, questions sur la Communauté économique européenne et son Tarif extérieur commun |
| Cycle Kennedy, Genève | mai 1963       | 37 mois | 48        | droits de douane, anti-dumping | réductions de droits de douane, portant sur 40 milliards de dollars d'échanges ; négociations sur les barrières non tarifaires. |
| Cycle de Tokyo        | septembre 1973 | 74 mois | 99        | droits de douane, libre échange, accords cadres | réductions de droits de douane, portant sur 300 milliards de dollars d'échanges ; Accord sur les marchés publics ; Accord sur les obstacles techniques au commerce ; Accord sur le commerce des aéronefs civils                                                                           |
| Cycle d'Uruguay       | septembre 1986 | 87 mois | 103 à 117 | droits de douane, libre échange, règles, services, propriété intellectuelle, résolution des litiges, textiles, agriculture, création de l'OMC, etc. | Création de l'OMC, domaine de compétences élargi, réduction significative (de l'ordre de 40 %) des droits de douane et des subventions agricoles, accord d'importation libre du textile en provenance de pays en voie de développement, extension des droits de propriété intellectuelle. |

L'histoire du GATT est rythmée par 8 cycles de négociations. Ces cycles sont généralement désignés par le nom de la ville où ils ont été ouverts, par le pays auquel appartient cette ville, ou encore par des noms de responsables politiques. Ces cycles de négociations se font en parallèle d'autorisations données par le Congrès au pouvoir exécutif américain pour négocier, autorisation qui induit un rythme et une date de fin du cycle de négociation. Le GATT est passé de 23 pays en 1947 à 120 pays signataires à la fin de l'année 1994. Ces accessions au GATT sont négociées en parallèle des cycles de négociations. L'adhésion au GATT est un processus beaucoup plus long que celui des autres institutions internationales comme le Fonds monétaire international, la Banque mondiale ou encore les Nations unies. Les anciennes colonies ont pu accéder au GATT à la suite de leur indépendance, avec un examen moins important, ayant été considérées comme faisant partie du GATT pendant leur colonisation. Les adhésions au GATT sont de plus en plus longues et induisent de plus en plus de concessions et de garanties du pays qui adhère, au fil des cycles de négociations.
Les premiers cycles de négociations du GATT privilégiaient la négociation produit par produit, dans un cadre bilatéral. Les principaux pays fabriquant un même produit s'entendent sur un tarif douanier qui s'étend alors aux autres parties contractantes, en vertu de la clause de la nation la plus favorisée. Compte tenu du nombre de produits existants, cette méthode ne pouvait qu'être longue et fastidieuse. De 1947 à 1962, les 5 premiers cycles de négociation ont surtout produit des accords de réduction des droits de douane : cycle de Genève (1947), cycle d'Annecy (1949), cycle de Torquay (1951), un autre cycle de Genève (1956) et le Dillon Round (1960-1961).
La sortie de la France du GATT début 1963, à l'initiative du général de Gaulle[réf. souhaitée], a conduit à de vastes manifestations dans le monde contre le « protectionnisme immoral de la France », ce qui a débouché sur sa réinsertion fin 1963. En 1964, la Conférence des Nations unies sur le commerce et le développement est créée, visant à rééquilibrer les échanges entre les pays développés et en développement. Ce n'est qu'après le premier choc pétrolier que le problème des barrières non tarifaires fut soulevé. À partir du Kennedy Round (1964-1967), les négociations deviennent multilatérales et portent sur une réduction linéaire des tarifs douaniers, puis sur leur harmonisation.
Le Cycle Kennedy démarre en mai 1964 pour se terminer en juin 1967, en plus d'une réduction de droits de douane, il intègre notamment un code de l'évaluation en douane.
Le cycle de Tokyo démarre en septembre 1973 pour se terminer en avril 1979. Il porte sur une réduction de droits de douane portant sur 300 milliards de dollars d'échanges, mais il inclut un accord sur les marchés publics, un accord sur les obstacles techniques au commerce et un accord sur le commerce des aéronefs civils. C'est également lors du cycle de Tokyo qu'est mise en place la clause d'habilitation permettant la mise en place du système généralisé de préférences (SGP)}. En1979, un Code sur les subventions est mis en place pour définir plus précisément les subventions à l'exportation, qui sont interdites, sauf exceptions pour l'aéronautique et l'agriculture notamment.
En 1982, les États-Unis souhaitent lancer un cycle de négociation centré sur les questions des services, des investissements et de la propriété intellectuelle, mais ils doivent attendre septembre 1986 pour que le cycle d'Uruguay démarre,. Le cycle d'Uruguay devait initialement ne durer que 4 ans, mais durera quasiment le double, jusqu'en avril 1994. Le cycle d'Uruguay a été le plus long et le plus discuté des cycles de négociations. Initialement, les négociations du cycle d'Uruguay ont commencé sur la réduction des droits de douane, puis sur une réforme du système d'arbitrage, l'intégration des produits agricoles à la réduction des droits de douane, les subventions à l'exportation et la question des services et des droits intellectuels, avant que la création d'une organisation internationale entre dans les négociations. Enfin les négociations ont porté sur le fait que l'ensemble des réformes du cycle soit adopté par tous les pays signataires comme un bloc unique, sans possibilité d'application à la carte, politique qui était alors celle usuelle au sein du GATT,. Le cycle a également intégré à cette politique l'adoption des accords conclus lors du cycle de Tokyo par les pays qui ne les avaient pas adoptés. La question des investissements a été l'une des dernières problématiques ajoutées au bloc, à l'initiative des États-Unis. Quand le cycle d'Uruguay touchait à sa fin, une grande partie des États, soit faisait déjà partie du GATT, soit était plus ou moins en voie de l'intégrer.
En 1992, à la suite de la guerre de Bosnie-Herzégovine, le GATT comme l'ONU, ne reconnait pas la Serbie-et-Monténégro comme la continuité de la Yougoslavie, qui perd ainsi son adhésion au même titre que les nouveaux États liée à la Dislocation de la Yougoslavie.

### Accord de Marrakech et Naissance de l'OMC
Le GATT restait un système politique fondé sur la notion de contrat et non une véritable organisation internationale, avec peu de structure (un seul organe permanent - le secrétariat à Genève), pas de personnalité juridique internationale, des dérogations trop nombreuses, ce qui finalement revenait pour les États contractants (on ne parlait pas d'États membres) à adhérer à un « GATT à la carte » en fonction de ses intérêts du moment et, parfois, à s'abstenir de respecter les principes directeurs (comme la clause de la « nation la plus favorisée ») au gré des orientations politiques et commerciales nationales. Ces défauts ont été en partie corrigés par l'accord instituant l'Organisation mondiale du commerce.
La transformation du GATT en institution a été proposé en 1990 par John H. Jackson, un professeur de droit américain, puis repris par le Canada et l'Union européenne la même année, en parallèle de la fin de la guerre froide, permettant un enthousiasme nouveau d'un multilatéralisme via les institutions internationales. Dans le même temps, les États-Unis ne sont pas ou peu favorable à sa création, liée notamment à l'opposition du congrès à l'OIC en 1948, mais l'intégration des questions des services et de la propriété intellectuelle, question portée par les États-Unis permettent d'avoir son approbation. La création de l'OMC est liée fortement à la question de l'amélioration de la procédure d'arbitrages des différents. En avril 1994, les États membres signent l'acte fondateur de l'OMC. Outre une nouvelle réduction des tarifs douaniers, ont été négociés un accord sur les mesures non tarifaires, l'agriculture via l'accord sur l'agriculture, les services via l'Accord général sur le commerce des services, la propriété intellectuelle via l'Aspects des droits de propriété intellectuelle qui touchent au commerce et sur les investissements via les mesures concernant les investissements et liées au commerce. L'accord de Marrakech induit la suppression des accords multifibres, après un délai de 10 ans, par la réintégration des produits textiles aux principes généraux du GATT, ainsi que l'intégration partielle des biens agricoles à ces principes. L'accord interdit également explicitement les accords d'autolimitation des exportations et d'importations volontaires,. Il vise plus globalement à faire respecter la clause de la nation la plus favorisée. Certains domaines restent malgré tout marqués par des exceptions, comme l'industrie aéronautique, les marchés publics ou l'agriculture. La création de l'OMC modifie également la question de l'arbitrage des différends, qui n'est plus à l'amiable, sans réelle sanction, avant l'OMC, mais nécessite alors l'accord des deux parties pour être interrompu. La question de l'arbitrage supranational acquiert avec l'OMC une importance politique majeure, qu'elle n'avait pas avant. Les États-Unis sous la présidence de Clinton ont notamment été obligé de mettre en place une procédure de contrôle des arbitrages par des juges fédéraux, qui auraient permis la sortie des États-Unis de l'OMC durant les premières années de l'OMC, pour obtenir l'accord du congrès américain pour l'adhésion à l'OMC.
Après la création de l'OMC, celle-ci remplace le GATT en tant d'institution, mais le terme GATT sert toujours à nommer l'ensemble des accords sur les biens, négocié avant la création de l'OMC, sous le nom de GATT 1994, dont l'OMC a vocation à faire respecter les principes.

## Fonctionnement
Le GATT depuis sa création n'est pas officiellement une organisation internationale, comme le sont le Fonds monétaire international ou la Banque mondiale, et malgré ce statut, il est demeuré le seul organe pour réguler le commerce international jusqu'à la création de l'Organisation mondiale du commerce en 1995. Cet absence de statut du GATT induit que les politiques de régulation du commerce international ne sont pas faites à l'intérieur de l'institution via un vote à la majorité, mais par une succession de nouveaux accords, nécessitant l'adhésion de l'ensemble des pays signataires. Les employés du GATT n'ont ainsi pas de rôles décisionnels, qui relèvent des pays membres des différents accords. Le GATT n'a pour rôle que de faire respecter les différents accords signés par les États et d'encadrer les nouvelles négociations de libre-échange entre les États. Le GATT à sa création n'est composé que d'une équipe d'une dizaine de personne, ces effectifs sont étoffés pour en 1992 compter environ 350 employés pour un budget de 30 millions de dollars

### Principes
Le GATT vise à libéraliser progressivement des échanges par l'abaissement des droits de douane et la réduction des restrictions quantitatives ou qualitatives aux échanges. Une fois fixés, les tarifs douaniers ne peuvent plus être augmentés, ils sont dits tarifs consolidés, sauf cas de clause de sauvegarde due à des circonstances exceptionnelles, sans compensation auprès des partenaires commerciaux,. Les accords du GATT n'induisent par une libéralisation totale, mais des abaissements sectoriels.
Les accords liés au GATT sont fondés sur un certain nombre de principes centraux fondé sur les notions de non-discrimination et de réciprocité, notamment :
- La clause de la nation la plus favorisée (NPF) : un pays qui accorde un avantage commercial à un autre pays doit l'étendre immédiatement aux pays signataires de l'accord. Cette clause est l'objet de nombreuses exceptions, comme les zones de libre-échange[33] (Ex : l'Union européenne) ou le système généralisé de préférences (SGP), possibilité pour les pays développés de favoriser les exportations de certains produits industriels des pays en développement (PED)[34]. La clause de la nation la plus favorisée induit une réduction tendancielle des droits de douane, mais permet également la création de tarifs préférentiels sur des quotas d'exportation[34].
- La clause du traitement national : chaque pays s'engage à appliquer les mêmes règles (fiscalité, normes) sur son territoire au niveau des produits et entreprises étrangers qu'au niveau des produits et entreprises nationaux. Les droits de douane devraient être le seul moyen de protection, avec encore une fois des exceptions[34].

Le principe de l'interdiction des restrictions quantitatives. Il porte tant sur les importations que sur les exportations : les contingentements (fixation de quotas ou contingents) sont prohibés.
Le dumping et les subventions à l'exportation sont interdits par les différents accords du GATT. Ces dernières sont interdites pour les produits industriels mais néanmoins tolérées pour les produits de base, sauf si elles conduisent un État à détenir une position dominante sur le marché concerné. Les subventions à l'exportation peuvent induire des sanctions sous la forme de tarifs douaniers.

### Limites et exceptions
De nombreuses dérogations sont prévues dans l'accord général, limitant ainsi la portée même des principes fondamentaux. Les accords du GATT excluent les services sauf pour les services liés à la propriété intellectuelle, de plus les biens primaires, notamment les bien agricoles, ont des exceptions particulières sur les subventions à l'exportation et sur les quotas. De plus les accords liées au GATT ne portent que sur les accords douaniers et non sur d'autres questions notamment économiques, par exemple ils excluent la question des investissements extérieurs ou de la recherche.
De plus, les accords du GATT sont l'objet de nombreuses exceptions dès sa création, comme sur les produits primaires sur les subventions à l'exportation ; mais aussi sur les zones de libre-échange, sur le principe de la clause de la nation la plus favorisée, à condition toutefois que cela ne crée pas d'entrave ni de préférence à l'égard des pays tiers et que les barrières internes à ces blocs commerciaux soient totalement supprimées pour tous les échanges ; le principe de clause de sauvegarde, qui par exemple reconnaît aux pays en développement la possibilité de relever leurs droits de douane afin de protéger les industries naissantes.
L'article XII autorise également les restrictions quantitatives soit en cas de déficit grave de la balance des paiements, soit dans le cadre d'une politique de résorption des excédents agricoles, soit pour parer un préjudice grave causé par une augmentation importante des importations. De plus des dérogations exceptionnelles aux droits de douane étaient possibles aux principes du GATT mais devaient être approuvées à la majorité des 2⁄3.
Malgré ses exceptions initiales de nouvelles exceptions ont été rajoutées au fil du temps :
- sur les biens agricoles[37],
- les accords multifibres, conclus en 1974 et arrivés à échéance en 2005 entre les PED et les pays développés fixant des quotas d'exportations, par pays et par produit, dans le domaine du textile et de l'habillement. Cet accord vise à protéger les industries textiles des pays développés de la concurrence des pays à bas salaires[37],
- le système généralisé de préférences (SGP), qui donne la possibilité pour les pays développés de baisser leurs tarifs douaniers de certains produits industriels pour favoriser les exportations des pays en développement (PED)[37],
- l'émergence de négociations valables qu'à une partie des membres du GATT, sur des questions connexes aux droits de douane (marché public, subventions, etc.)[37],
- la création d'accords d’autolimitation des exportations et des accords d'importations volontaires, en contradiction à plusieurs principes du GATT, accords visant à mettre en place des quotas autour des États-Unis ou l'Europe et qui ont notamment eu lieu dans les relations commerciales entre les États-Unis et le Japon[37].

### Arbitrage
Le règlement des différends : le GATT privilégiait les règlements à l'amiable par une procédure de conciliation. En cas d'échec, les parties devaient se soumettre aux conclusions d'un « panel » d'expert, avec en dernier recours l'autorisation de mettre en place des mesures de rétorsion si le pays perdant ne se conformait pas aux conclusions du panel. Ce processus à l'amiable nécessitait l'accord de l'ensemble des partis, processus dysfonctionnel si un État ne jouait pas le jeu,. Seuls 101 différends sont allés au bout de leur procédure, durant l'existence du GATT et parmi ces différends, un seul différend s'est soldé par une autorisation de mesure de rétorsion en 1950 entre les Pays-Bas et les États-Unis, mesure de rétorsion n'ont pas mises en place[pas clair] lors de ce différend. Il n'y avait pas de réglementation homogène sur les arbitrages. La faiblesse ou l'absence de sanctions au sein du GATT ont induit l'émergence de dispositifs de sanctions par les États, comme la section 301 par les États-Unis,. Ou encore différentes lois américaines permettant au Bureau du représentant américain au commerce d'avoir une politique commerciale agressive dans les 1980 pour mettre en avant les questions du droit à la propriété intellectuelle, la question des services et de la protection des investissements.

## Directeur général
La fonction de directeur général a été créée en 1965, mais le poste de secrétaire général qui existait depuis 1948 peut être considéré comme son équivalent :
1. Eric Wyndham White (en) (1948-1968)
2. Olivier Long (1968-1980)
3. Arthur Dunkel (1980-1993)
4. Peter Sutherland (1993-1994), qui est aussi le premier directeur de l'Organisation mondiale du commerce (OMC)

## Critiques
Le GATT a eu un effet dynamiseur sur le commerce international. Toutefois, une étude de l'économiste Andrew K. Rose de 2004, qui utilise des données entre 1948 et 1999, montre que l'effet du GATT sur les échanges commerciaux a été bien plus faible que celui de la création de zones régionales d'échanges. Des études subséquentes sont venues nuancer celle de Rose. Dans une étude de 2005, Gowa et Kim montrent que le GATT a principalement bénéficié aux pays qui en ont été à l'origine, à savoir les États-Unis, le Royaume-Uni, la France, l'Allemagne et le Canada.
Une étude de 2007 de Subramanian et Wei montre que les effets du GATT ont été différents selon l'industrialisation du pays. Les pays développés ont vu leur commerce entre pays développés s'accroître. Les pays en voie de développement, toutefois, ont vu une augmentation de leurs exportations, mais pas de leurs importations.